# 隆特里科納斯 (伊利諾伊州)
隆特里科納斯（英語：Lone Tree Corners）是位於美國伊利諾伊州比羅縣的一個非建制地區。該地的面積和人口皆未知。

## 地理
隆特里科納斯的座標為41°11′05″N 89°29′08″W / 41.18472°N 89.48556°W，而該地的平均海拔高度為214米（即702英尺）。